# Персон, Соломон Вениаминович
Соломон Вениаминович Персон (1904—1953) — советский учёный-физик, радиотехник, лауреат Сталинской премии.

## Биография
Родился в Санкт-Петербурге. В 1927 году окончил электромеханический факультет Ленинградского политехнического института.
Свою первую монографию «Радиотехника» опубликовал, будучи студентом пятого курса (1927).
Работал в наркомате (министерстве) связи СССР. С 1934 года преподавал (по совместительству) в Ленинградском электротехническом институте связи.
С молодости отличался слабым здоровьем, часто болел. Умер в Ленинграде в конце марта 1953 года в возрасте 49 лет.

## Научная деятельность

### Научные труды
- Радиотехника [Текст] / С. В. Персон ; Под ред. В. А. Карпова. — М. ; Л. : [б. и.], 1927. — 168 с.
- Теория и расчет генераторов на пентодах [Текст] / В. А. Хацкелевич, С. В. Персон, доценты ; Под ред. доц. И. Н. Фомичева ; Ленингр. электротехн. ин-т связи им. проф. М. А. Бонч-Бруевича. Ленинград : тип. им. Евг. Соколовой, 1949
- Теория и расчет анодной модуляции [Текст] / С. В. Персон, В. А. Хацкелевич, доценты ; Под ред. доц. И. Н. Фомичева ; Ленингр. электротехн. ин-т связи им. проф. М. А. Бонч-Бруевича. Ленинград : типолитогр. Воен.-мор. ордена Ленина акад. им. Ворошилова, 1948
- Теория и расчет амплитудно-модулированных ламповых генераторов. Советское радио. Москва. 1955. 508 с.

## Награды и звания
- Сталинская премия первой степени (1946) — за создание мощной радиостанции.